# Steve Scalise
Stephen (Steve) Joseph Scalise (New Orleans, 6 oktober 1965) is een Amerikaans politicus.
Scalise is lid van de Republikeinse Partij, de huidige whip van de minderheid van het Huis van Afgevaardigden en lid van het Huis van Afgevaardigden voor het eerste congresdistrict van Louisiana sinds 2008.
Op 14 juni 2017 raakte hij gewond bij een schietpartij. Op 28 september 2017 keerde hij terug op het werk.
- Gemeinsame Normdatei: 1305080882
- International Standard Name Identifier: 0000 0004 9581 9704
- Library of Congress Control Number: no2019014122
- SNAC: w6gc2vv8
- Biographical Directory of the United States Congress: S001176
- Virtual International Authority File: 5078154923749263780002